# Carmen Pimentel
Carmen Pimentel (Lima, 2 de agosto de 1961) es una exjugadora de voleibol de Perú. Fue internacional con la Selección femenina de voleibol de Perú. Compitió en los Juegos Olímpicos de Moscú 1980 y de Los Ángeles 1984. Fue parte de la selección peruana que ganó la medalla de plata en los Juegos Panamericanos de 1979 celebrados en San Juan y la medalla de bronce en los Juegos Panamericanos de 1983 celebrados en Caracas. También ganó la plata en el Campeonato Mundial de Voleibol Femenino de 1982 disputado en Perú.

## Clubes
| Club                   | País   | Año         |
| ---------------------- | ------ | ----------- |
| Universidad San Martín | Perú   | 1982 - 1990 |
| Flamengo Voley         | Brasil | 1990        |
| Volley Sumirago        | Italia | 1991 - 1994 |
| Preca Moda Cislago     | Italia | 1994 - 1996 |
| Despar Perugia         | Italia | 1996 - 1998 |